# Nanyuan (sockenhuvudort i Kina, Jiangxi Sheng, lat 27,49, long 116,41)
Nanyuan är en sockenhuvudort i Kina. Den ligger i provinsen Jiangxi, i den sydöstra delen av landet, omkring 140 kilometer söder om provinshuvudstaden Nanchang. Antalet invånare är 8 726. Befolkningen består av 4 222 kvinnor och 4 504 män. Barn under 15 år utgör 21,0 %, vuxna 15-64 år 71 %, och äldre över 65 år 6,0 %.
Runt Nanyuan är det ganska tätbefolkat, med 179 invånare per kvadratkilometer. Närmaste större samhälle är Zhuliang, 19,1 km öster om Nanyuan. I omgivningarna runt Nanyuan växer i huvudsak blandskog.
Genomsnittlig årsnederbörd är 2 316 millimeter. Den regnigaste månaden är juni, med i genomsnitt 432 mm nederbörd, och den torraste är oktober, med 18 mm nederbörd.